# Fuenteliante
Fuenteliante es un municipio y localidad española de la provincia de Salamanca, en la comunidad autónoma de Castilla y León. Se integra dentro de la comarca de Vitigudino y la subcomarca de El Abadengo. Pertenece al partido judicial de Vitigudino.
Su término municipal está formado por Fuenteliante y el despoblado de Centenares, ocupa una superficie total de 50,16 km² y según los datos demográficos recogidos en el padrón municipal elaborado por el INE en el año 2017, cuenta con una población de 104 habitantes.
En la plaza del municipio se encuentra la Iglesia de Nuestra Señora de la Asunción. 
Su actividad económica principal es la ganadería, de raza morucha sorbretodo.

## Geografía
Fuenteliante se encuentra situado en el noroeste salmantino. Dista 87 km de Salamanca capital. 
Se encuentra en la comarca de El Abadengo. Pertenece a las mancomunidades de El Abadengo y Yeltes y al partido judicial de Vitigudino. 
El río Camaces pasa por la localidad. Nace en la Dehesa de Hernandinos, al este, y desemboca en el río Huebra.
Se halla rodeado de dehesas de robles y encinas. 
| Noroeste: Olmedo de Camaces | Norte: Cerralbo                 | Noreste: Bogajo            |
| Oeste: Olmedo de Camaces    |                                 | Este: Villavieja de Yeltes |
| Suroeste: Bañobárez         | Sur: Castillejo de Martín Viejo | Sureste: Sancti-Spíritus   |

## Historia
La fundación primigenia de Fuenteliante data del proceso repoblador llevado a cabo por los reyes leoneses en el siglo XII, denominándonse Fuentelifante, tal y como viene recogido en el siglo XV, estando encuadrado en la Diócesis de Ciudad Rodrigo, dentro del Campo de Camaces. Posteriormente el Fuenteliante original se despobló, siendo repoblado en 1784 con veinte familias procedentes de Olmedo de Camaces, Bañobárez así como antiguos renteros. Con la división territorial de España de 1833 en la que se crean las actuales provincias, Fuenteliante queda encuadrado dentro de la Región Leonesa, formada por las provincias de León, Zamora y Salamanca, de carácter meramente clasificatorio, sin operatividad administrativa, que a grandes rasgos vendría a recoger la antigua demarcación del Reino de León (sin Galicia ni Asturias ni Extremadura), pasando a formar parte del partido judicial de Vitigudino en 1844.

## Demografía
Fuenteliante cuenta con una población de 84 habitantes (INE 2024).
| Gráfica de evolución demográfica de Fuenteliante entre 1842 y 2021                                                  |
| |
| Población de derecho según los censos de población del INE Población de hecho según los censos de población del INE |

Según el Instituto Nacional de Estadística, Fuenteliante tenía, a 31 de diciembre de 2018, una población total de 108 habitantes, de los cuales 54 eran hombres y 54 mujeres. Respecto al año 2000, el censo refleja 142 habitantes, de los cuales 68 eran hombres y 74 mujeres. Por lo tanto, la pérdida de población en el municipio para el periodo 2000-2018 ha sido de 34 habitantes, un 24 % de descenso. El municipio también cuenta con un antiguo núcleo de población despoblado, Centenares.

## Véase también

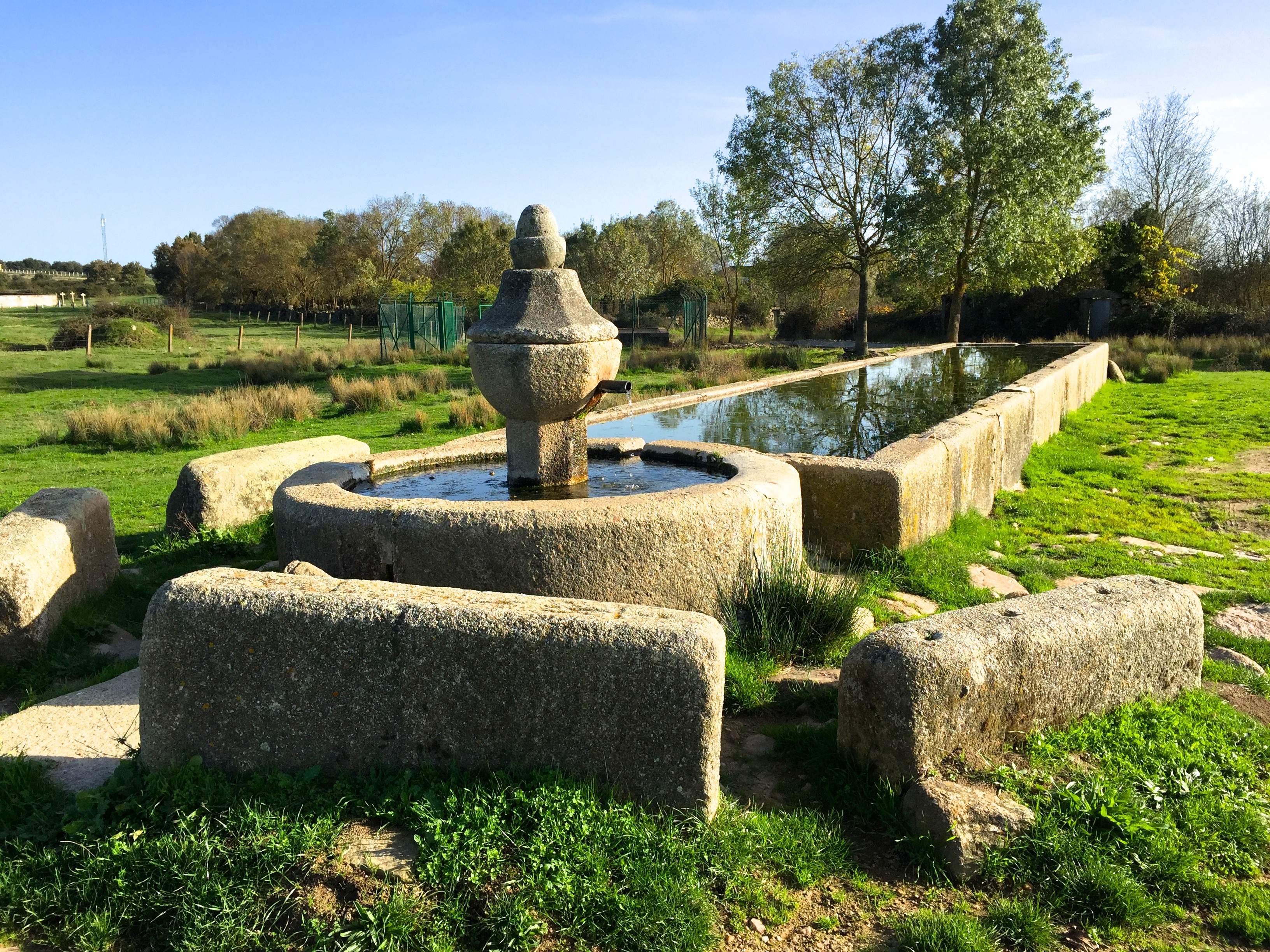
Caño

## Administración y política
| Partido político                         | 2023  | 2023  | 2023       | 2019  | 2019  | 2019       | 2015  | 2015  | 2015       | 2011  | 2011  | 2011       | 2007  | 2007  | 2007       | 2003  | 2003  | 2003       |
| Partido político                         | %     | Votos | Concejales | %     | Votos | Concejales | %     | Votos | Concejales | %     | Votos | Concejales | %     | Votos | Concejales | %     | Votos | Concejales |
| Partido Popular (PP)                     | 51,93 | 22    | 3          | 65,00 | 39    | 4          | 50,00 | 35    | 4          | 71,25 | 57    | 5          | 65,75 | 48    | 5          | 77,78 | 63    | 5          |
| Partido Socialista Obrero Español (PSOE) | 2,32  | 1     | 0          | 13,33 | 8     | 1          | 8,57  | 6     | 0          | 18,75 | 15    | 0          | 5,48  | 4     | 0          | 7,41  | 6     | 0          |
| Ciudadanos (CS)                          | —     | —     | —          | —     | —     | —          | 47,14 | 33    | 1          | —     | —     | —          | —     | —     | —          | —     | —     | —          |

### Localidades cercanas
- Bañobárez
- Bogajo
- Olmedo de Camaces